# Добровец
Добровец (рум. Dobrovăț) — комуна у повіті Ясси в Румунії. До складу комуни входить єдине село Добровец.
Комуна розташована на відстані 308 км на північний схід від Бухареста, 23 км на південний схід від Ясс.

## Населення
За даними перепису населення 2002 року у комуні проживали 2624 особи, усі — румуни. Усі жителі комуни рідною мовою назвали румунську.
Склад населення комуни за віросповіданням:
| Релігія        | Кількість осіб | Відсоток |
| -------------- | -------------- | -------- |
| православні    | 2616           | 99,7%    |
| баптисти       | 6              | 0,2%     |
| греко-католики | 1              | < 0,1%   |

## Зовнішні посилання
- Дані про комуну Добровец на сайті Ghidul Primăriilor [Архівовано 15 липня 2010 у Wayback Machine.]